# گمینا سپتکوویتسه (شهرستان وادوویتسه)
گمینا سپتکوویتسه (شهرستان وادوویتسه) (به لهستانی:  Gmina Spytkowice) یک گمینا در لهستان است که در شهرستان وادوویتسه واقع شده‌است. گمینا سپتکوویتسه ۴۷٫۰۳ کیلومتر مربع مساحت و ۹٬۳۷۶ نفر جمعیت دارد.